# Роксолана (телесеріал)
«Роксола́на» — український телесеріал режисера Бориса Небієрідзе, відзнятий у 1996—2003 роках на кіностудії «Укртелефільм». Сюжет фільму базований на мотивах однойменної повісті "Роксоляна" Осипа Назарука. Складається з 3 сезонів-частин, загальною кількістю 50 серій.
Прем'єра першої частини під назвою "Настуня" на українському телебаченні відбулася у 1996 році на телеканалі УТ-1. Прем'єра другої частини під назвою "Улюблена дружина халіфа" на українському телебаченні відбулася у 1998 році і теж на телеканалі УТ-1. Третю частину під назвою "Володарка імперій" вперше показали в Україні з українським дубляжем у березні 2006 році на Першому Національному. За твердженнями однієї з головних акторок фільму Ольги Сумської, остання частина телесеріалу знімалася початково російською і вже потім переозвучували українською.
Україномовна версія 3-сезону "Володарка імперій" вважається втраченою і її з 2006 року жодного разу не показували на будь-якому українському телеканалі, хоча відбулося чимало повторних показів оригінальної україномовної версії першого та другого сезонів.

## Знімальна група
- Режисер: Борис Небієрідзе
- Сценаристи: Денис Тесленко, Леонід Мужук
- Композитор: Євген Станкович
- Головний оператор: Ігор Приміський
- Головний художник: Олексій Родіонов
- Головний художник по костюмах: Анна Кузнецова
- Звукорежисер: Лев Рязанцев
- Оператори: Юрій Хорєв, Лесь Зоценко
- Художник-постановник: Володимир Душин
- Художник-ювелір: Володимир Муравський
- Художники по костюмах: Світлана Побережна, Лариса Чернова, Марія Ніятченко
- Директор картини: Юрко Авраменко
- Оркестр державної телерадіокомпанії України, диригент Володимир Сіренко

У фільмі використано музику М. Березовського, Д. Бортнянського, А. Веделя, Й.-С. Баха, В.-А. Моцарта, Ф. Ліста

## Виробництво
Зйомки 1 та 2 сезону проходили у 1996-1997 роках. Зйомки 3 сезону розпочалися на базі Ялтинської кіностудії у 1999 році. Через фінансові затримки, виробництво 3 сезону закінчилося лише у 2003 році.

## Опис сезонів

### Частина перша/Перший сезон. Настуня
- Кількість серій: 12
- Перший показ в Росії: 1997
- Перший показ в Україні: 1997 (прем'єра 12 травня 1997 року на УТ-1)[9]

#### Сюжет
Зовсім ще недавно українська дівчина Настя, куплена на невільничому ринку в Стамбулі, була однією з численних наложниць у гаремі турецького султана Сулеймана Великого. Маючи неабиякий розум, горда і вродлива слов'янка підкорила серце могутнього султана, ставши спершу його законною дружиною, а потім і володаркою Османської імперії. Роксолана — Кохана дружина Халіфа: у Роксолани народжується первісток — Селім. Але закони Фатіха суворі. Щоб уникнути міжусобних воєн в день сходження на престол нового падишаха всі інші прямі спадкоємці повинні бути вбиті. І, отже, як тільки перший син падишаха — Мустафа стане падишахом, її син помре. Шляхом неймовірних інтриг Роксолана влаштовує справи так, що Мустафу й Ібрагіма-пашу, звинувачують у зраді, і Сулейман наказує стратити сина і великого візира. Селім стає спадкоємцем престолу, а Роксолана справжньою володаркою імперії. Всі, хто любив її — відвернулися, розгадавши її роль в смерті ні в чому не повинного принца Мустафи. Так вона залишається на вершині влади. Роксолана — Володарка імперії: Минуло 20 років. Роксолана вже мати двох дітей. У Селіма з'явився брат Баязет. І знову проблема. Хтось буде спадкоємцем престолу, а хтось повинен бути убитий. І спадкоємець, і молодший син — обидва кохані. Вона вирішує знищити закон Фатіха. У той час венеційці домовляються з козаками. За допомогою молодшого сина Баязета вони знайомлять короля Кіпру Якова з княжною Корнаро і готують Шлюбний договір, за яким Кіпр відійде у володіння Венеції. Падишах Сулейман дізнається, що його син у фортеці Маниса збирає військо, щоб зробити військовий переворот в імперії. Історія з бунтом приводить його в гнів. Падишах наказує Касим-паші придушить повстання. Роксолана благає послати туди і старшого брата — Селіма, в надії, що люблячий брат зробить все для порятунку Баязета. Тим часом Роксолана умовляє Сулеймана відмінити закон Фатіха. Отримавши згоду, вона мчиться в Манісу, щоб встигнути до штурму замку. Проте до її появи Баязет, наткнувшись на шаблю брата, вмирає у неї на руках. Закон Фатіха скасований, але жити далі немає сил.

#### Акторський склад
Головні ролі
- Ольга Сумська — Настя, Роксолана
- Анатолій Хостікоєв — Сулейман
- Рафаель Котанджян — Ібрагім-паша
- Валерій Шептекіта — Абдуллаг
- Наталія Гончарова — Махідевран
- Юрій Ніколаїшвілі — Муггаеддин
- Лесь Сердюк — Касим-паша
- Тетяна Назарова — Валіде
- Петро Бенюк — Кизляр-ага
- Раїса Недашківська — Лісовська
- Назар Стригун — Степан
- Ігор Слободськой — Ісак
- Давид Бабаєв — Йосиф
- Олег Ісаєв — Річчі
- В'ячеслав Сланко — Грітті
- Георгій Дворніков — Гасан
- Віктор Демерташ — Ібрагім
- Володимир Задніпровський — Андронік
- Юрій Рудченко — Сафар
- Наталія Сумська — Циганка
- Анастасія Гіренкова — Ганнуся
- Анатолій Юрченко — о. Лука
- Віталій Борисюк — Саті-паша

Другорядні ролі
- Костянтин Степанков — Султан Селім
- В. Городова — Лейла
- Т. Пироженко — Зулейка
- О. Колкунова — Чапдар
- Т. Жирко — Єневер
- Р. Лордкіпанідзе — Настоятель монастиря
- Б. Литвин — Намісник
- Ф. Летичевський — Карім-бей
- Андрій Подубинський — Хайреддін
- Леонід Яновський — Старий покупець
- Б. Георгієвський — Алі-ага
- В. Липовецький — Жебрак
- Т. Алексейцева — Наставниця
- Л. Мельничонок — Вчителька танців
- Сергій Романюк — о. Терентій
- Валерій Чигляєв — Ахмед
- Радмила Щоголева — Клара
- Сергій Максимчук — о. Іоанн
- Поліна Войневич — Ірина
- Ю. Брилинский — Дропан
- К. Хом'як — Дропаниха

### Частина друга/Другий сезон. Улюблена дружина халіфа
- Кількість серій: 14
- Перший показ в Росії: 1997—1998
- Перший показ в Україні: 1997—1998 (прем'єра у 1997 році на УТ-1)

#### Сюжет
У Роксолани народжується первісток — Селім. Але закони Фатіха такі, що щоб уникнути міжусобних воєн в день сходження на престол нового падишаха всі інші прямі спадкоємці повинні бути вбиті.
І, отже, як тільки перший син падишаха — Мустафа стане падишахом, її син помре. Шляхом неймовірних інтриг Роксолана підставляє Мустафу і Ібрагіма-пашу так, що їх звинувачують у зраді і Сулейман наказує стратити сина і великого візира.
Селім стає спадкоємцем престолу, а Роксолана справжньою володаркою імперії. Всі, хто любив її — відвернулися, розгадавши її роль в смерті ні в чому не повинного принца Мустафи. Так вона залишається на вершині влади.

#### Акторський склад
Головні ролі
- Ольга Сумська — Настя, Роксолана
- Анатолій Хостікоєв — Сулейман
- Рафаель Котанджян — Ібрагім-паша
- Валерій Шептекіта — Абдуллаг
- Наталія Гончарова — Махідевран
- Юрій Ніколаїшвілі — Муггаеддин
- Лесь Сердюк — Касим-паша
- Тетяна Назарова — Валіде
- Петро Бенюк — Кизляр-ага
- Раїса Недашківська — Лісовська
- Назар Стригун — Степан
- Ігор Слободський — Ісак
- Давид Бабаєв — Йосиф
- Олег Ісаєв — Річчі
- В'ячеслав Сланко — Грітті
- Георгій Дворніков — Гасан
- Віктор Демерташ — Ібрагім
- Володимир Задніпровський — Андронік
- Юрій Рудченко — Сафар
- Наталія Сумська — Циганка
- Анастасія Гіренкова — Ганнуся
- Анатолій Юрченко — о. Лука
- Віталій Борисюк — Саті-паша

Другорядні ролі
- Т. Мамедов — Принц Мустафа в дитинстві
- Андрій Подубинський — Хайреддін
- В. Цекало — Фархад
- П. Боровський — Паоло
- Володимир Голосняк — принц Мустафа
- М. Гудзь — Урхан-ага
- О. Дзюба — Принц Селім
- М. Зоценко — Принц Баязид
- Н. Стригун — Іван
- С. Глова — Старий Степан
- Л. Войневич — Ірина

### Частина третя/Третій сезон. Володарка імперії
- Кількість серій: 24
- Перший показ в Росії: 2003
- Перший показ в Україні: 2006 (прем'єра 27 березня 2006 року на телеканалі Перший національний)

Прем'єра першої серії третього сезону на українському телебаченні показали на телеканалі "Перший національний" 27 березня 2006 року. Цей сезон телесеріалу під офіційною назвою "Володарка імперії" в українських ЗМІ охрестили "Роксолана-2". Відомо що авторське право третій сезон серіалу під назвою Володарка імперії теж належить Укртелефільму (а не російській компанії-виробнику “Наше кіно”, осілька за словами режисера Бориса Небієрідзе "така була умова нашого [українського] міністра [культури]".

#### Акторський склад
Головні ролі
Другорядні ролі

## Відгуки кінокритиків
Перший сезон телесеріалу отримав переважно негативні відгуки від українських кінокритиків.